# Seznam hradů v Plzeňském kraji
Seznam hradů nacházejících se v Plzeňském kraji, seřazených podle abecedy:

## A
- Angerbach

## B
- Bezdružice
- Bor
- Brdo
- Brod nad Tichou
- Březín
- Březina
- Buben
- Budětice (též Džbán)
- Bystřice nad Úhlavou

## D
- Dolní Bělá
- Domažlice
- Dršťka

## F
- Falštejn
- Frumštejn

## G
- Gutštejn

## H
- Homberk
- Horažďovice
- Horšovský Týn
- Hrad na Babské skále
- Hrad na Radči (též Mitervald)
- Hrad pod Hrnčířem
- Hrad u Královky
- Hrad u Strašína
- Hrádek u České Břízy
- Hradiště nad Javornicí

## Ch
- Chlukov

## J
- Janovice nad Úhlavou

## K
- Kašperk
- Klabava
- Klenová
- Kokšín
- Komberk
- Komošín
- Krašov
- Kyjov

## L
- Lacembok
- Lazurová hora
- Liběšov
- Libštejn
- Litice
- Lopata

## M
- Malšín
- Manětín
- Milkov
- Mítov (Liškův hrad)

## N
- Nečtinský Špičák
- Netřeb
- Nový Herštejn

## O
- Osvračín

## P
- Pajrek
- Petrovice u Sušice
- Planá
- Poběžovice
- Podmokly
- Potštejn
- Prácheň
- Preitenstein
- Prostiboř
- Příkopy
- Přimda
- Pustý hrádek
- Pušperk

## R
- Rabštejn nad Střelou
- Rabí
- Radyně
- Rokycany
- Roupov
- Ruchomperk
- Rýzmberk

## Ř
- Řebřík

## S
- Skála
- Sohostov
- Starý Herštejn
- Strašice
- Strašná skála (též Hrádek)
- Sviňomazský hrádek
- Sychrov

## Š
- Šelmberk
- Šontál
- Švamberk
- Švihov

## T
- Tachov
- Třebel

## V
- Velhartice
- Velký Bor
- Věžka
- Vlčtejn
- Vimberk
- Volfštejn
- Vrtba
- Všeruby
- Vydřiduch

## Z
- Zbiroh
- Zelená hora

## Ž
- Žinkovy